# 블랙 미러 (터닝메카드)
터닝메카드의 등장인물. 1기 최종 보스이자 블랙 미러의 수령.

## 성격
???.

## 작중 행적

### 터닝메카드
???.

#### 최후
???.